# Joher Rassoul
Joher Khadim Rassoul, né le 31 décembre 1995 à Dakar, est un footballeur sénégalais évoluant au poste de défenseur central à Pendikspor, en Süper Lig turque.